# Llista de Creus de Sant Jordi/1988/Entitats

#### Entitats
Informació actualitzada per un bot. Els canvis manuals es perdran quan s'actualitzi!
| Entitat                                               | Wikidata   | Descripció                                                           | Imatge |
| ----------------------------------------------------- | ---------- | -------------------------------------------------------------------- | ------ |
| Escola Superior d'Administració i Direcció d'Empreses | Q682316    | escola de negocis i facultat de dret amb campus a Barcelona i Madrid |        |
| Centre Català de Rosario                              | Q8343574   |                                                                      |        |
| Agrupació Cultural Folklòrica de Barcelona            | Q11904326  |                                                                      |        |
| Cobla La Principal de la Bisbal                       | Q11914380  | grup musical tradicional                                             |        |
| Cobla Orquestra La Selvatana                          | Q11914382  | grup musical tradicional                                             |        |
| Sala Gaspar                                           | Q11946661  | galeria d'art                                                        |        |
| Editorial La Galera                                   | Q17600423  | editorial                                                            |        |
| Centre educatiu privat Isabel de Villena              | Q111595593 | Centre educatiu privat a Esplugues de Llobregat                      |        |